# Spinosad

Spinosyn A

Spinosyn D

El spinosad és un insecticida obtingut a partir de metabolits secundaris d'un bacteri del sòl anomenat Saccharopolyspora spinosa. El gènere de bacteris Saccharopolyspora va ser descobert l'any 1985 per Lacey i Goodfellow. Aquest bacteri és aerobi gram-positiu dins dels actinomicets. S. spinosa va ser aïllat de mostres de sòl d'un molí de sucre de les Illes Virgin. El spinosad és una mescla de compostos químics coneguts col·lectivament com a spinosines, amb una estructura d'anell tetracíclic enganxada a un aminosucre (D-forosamina) i un sucre neutre (tri-Ο-metil-L-rhamnosa). El spinosad és relativament apolar i no es dissol fàcilment en l'aigua. En ser d'origen biològic, el spinosad és comunament usat agricultura ecològica.
El spinosad és un nou sistema d'acció en els insecticides derivats de la fermentació de productes naturals obtinguts de S. spinosa. Les spinosines apareixen en unes 20 formes naturals i unes 200 formes sintètiques (spinosoides) s'han produït en laboratori. Spinosad conté una mescla de dos spinosoides, spinosyn A, el component principal i spinosyn D (elcomponent secundari), en una relació aproximada de 17:3.

## Mode d'acció
Spinosad és altament actiu, tant per contacte com per ingestió, per a nombroses espècies d'insectes. Spinosad afecta a determinades espècies d'insectes només en l'estadi adult però en altres espècies pot afectar altres estadis vitals. El mode d'acció dles insectidides spnosoides és per un mecanisme neuronal. Spinosad mata els insectes via hiperexcitació dels sistema nerviós dels insectes. Spinosad no ha mostrat resistència creuada amb altres insecticides.

## Ús
Spinosad es fa servir a tot el món contra plagues d'insectes incloent els ordres Lepidoptera, Diptera, Thysanoptera, Coleoptera, Orthoptera i Hymenoptera, i molts d'altres. Spinosad va estar registrat primer als Estats Units l'any 1997. A més de l'ús en conreus també es fa servir,per via oral, contra les puces (C. felis) de gats i gossos.

## Seguretat
Spinosad té baixa toxicitat pels mamífers.